# Tokyo Xtreme Racer
Tokyo Xtreme Racer, conocido como Shutokō Battle (首都高バトル?) en Japón y Tokyo Highway Challenge en Europa, es un videojuego de carreras para la Sega Dreamcast. Lanzado en 1999 como uno de los títulos de lanzamiento de la consola, el juego fue uno de los primeros juegos de carreras basados en misiones. En el juego, los jugadores desafían a otros conductores en la Autopista Shuto para ganar dinero para modificar y mejorar sus autos. El juego presenta una amplia variedad de autos japoneses y piezas de ajuste para comprar a medida que el jugador avanza a través de los rivales.
Cuando se lanzó en Japón, Shutokō Battle fue uno de los títulos de Dreamcast más vendidos en ese momento. El juego se basa en las carreras ilegales en carretera en la carretera Wangan de Tokyo con coches personalizados. Un fenómeno de este tipo se está volviendo popular en Japón desde la década de 1990 con manga dedicado (la mayor inspiración de Shutokō Battle es Wangan Midnight), serie de anime y videojuegos (C1 Circuit, Wangan Trial, Naniwa Wangan Battle).

## Edición móvil
2002 Vodafone en Vivo! Versión móvil 2D de Genki Mobile con autos japoneses sin licencia. La descarga de juegos y el servicio de juegos solo estaban disponibles en Japón. Las contraseñas de "Time Attack" de "Shutokō Battle Zero" (PlayStation 2) se pueden usar para desbloquear autos adicionales. Las condiciones de carreras diurnas/nocturnas se toman directamente de los datos móviles en tiempo real del usuario. Las melodías de Kaido Battle 2: Chain Reaction estuvieron disponibles para su descarga gratuita del 25/02 al 31/03 de 2004 solo para los propietarios de Shutokō Battle.

## Edición portátil
En 2005, se creó una edición de PlayStation Portable diseñada por GRP (Genki Racing Project) que incluía autos japoneses con licencia, con el título provisional Shutokō Battle: Zone Of Control, pero se abrevió a Shutokō Battle cuando se lanzó. Esta edición de PSP obtuvo la licencia de Konami y se lanzó en Norteamérica y Europa como Street Supremacy en 2006.

## Campaña
La famosa empresa japonesa de modelos de fundición a presión, Tomica, lanzó una edición limitada del NSX de Banshee en 1999. En el lanzamiento occidental del juego Dreamcast, se eliminó la controvertida esvástica hindú tatuada en la frente de Banshee.

## Tipos y licencias
Desde su introducción a mediados de los 90, al igual que juegos similares, la serie Shutokō Battle nunca usó autos con licencia, sino la designación de tipo habitual como "TYPE-86" y más tarde "TYPE-AE86L3". En cambio, se usaron apodos en la historia paralela "Wangan Dead Heat" (por ejemplo, "Rapid Fire" para el "Nissan Skyline GT-R R33"). Estos "tipos" son en realidad el código de chasis real utilizado por los fabricantes japoneses para designar los distintos grados de una alineación. A medida que la calidad de los gráficos mejoraba con cada lanzamiento, de 2D de 16 bits a 3D/CG de 128 bits, los autos destacados se volvían cada vez más similares a la apariencia real de los autos. De manera similar, los códigos de chasis se volvieron más largos y precisos, lo que permitió al jugador determinar cada grado y usar la función "cambiar nombre de automóvil". Inevitablemente, el juego se convirtió en un éxito de ventas sólido y los fabricantes japoneses obligaron a Genki a comprar la licencia de sus autos. El primer juego con licencia de Genki fue Wangan Midnight para PlayStation 2 (28.03.2002), mientras que el primer Shutokō Battle con licencia fue Shutokō Battle Online lanzado para PC, el noveno de enero de 2003. Desde entonces, todos los juegos de carreras de Genki usan fabricantes con licencia, y los autos del juego con códigos de chasis Honda ya no aparecen en los juegos Shutokō Battle (sin embargo, Honda tiene licencia en la serie Kaidō Battle).

## Recepción
Jeff Chen revisó la versión Dreamcast del juego para Next Generation, calificándolo con tres estrellas de cinco, y afirmó que "No es el mayor valor de juego a largo plazo, pero las nuevas arrugas hacen que valga la pena echarle un vistazo".
Tokyo Xtreme Racer recibió críticas "promedio" según GameRankings, mientras que Street Supremacy recibió "críticas generalmente desfavorables" según Metacritic. In En Japón, Famitsu le dio al título anterior una puntuación de 32 sobre 40; también le dio a este último una puntuación de tres ochos y un siete para un total de 31 sobre 40.